# Jiangkou
För andra betydelser, se Jiangkou (olika betydelser).
Jiangkou, tidigare stavat Kiangkow, är ett härad som lyder under Tongrens stad på prefekturnivå i Guizhou-provinsen i sydvästra Kina.